# Pristipomoides multidens
Pristipomoides multidens is een straalvinnige vis uit de familie van snappers (Lutjanidae) en behoort derhalve tot de orde van baarsachtigen (Perciformes). De vis kan een lengte bereiken van 90 cm. De hoogst geregistreerde leeftijd is 30 jaar. 

## Leefomgeving
Pristipomoides multidens is een zoutwatervis. De vis prefereert een tropisch klimaat en heeft zich verspreid over de Grote- en Indische Oceaan. De diepteverspreiding is 40 tot 245 meter onder het wateroppervlak. 

## Relatie tot de mens
Pristipomoides multidens is voor de visserij van aanzienlijk commercieel belang. In de hengelsport wordt er weinig op de vis gejaagd. 